# Hydrohalit
Hydrohalit (Hausmann 1847), chemický vzorec NaCl·2H2O, je jednoklonný – (někdy) pseudošesterečný minerál. Jediný známý přírodní vodnatý chlorid alkalických kovů. Je stabilní při teplotách pod -5 °C. Tvoří drúzy krystalů, zrnité masy, drobounké lístečky a jehličky. Na umělých krystalech byly pozorovány tvary: {001}, {010}, {110}, {011}, {021} a {-1.1.1}.

## Vznik
Je produktem krystalizace při teplotách pod bodem mrazu (v rozmezí +0,15 do -21 °C) z mořské vody nebo ze solných pramenů. Při teplotách pod -21,21 °C vzniká kryohalit – eutektická směs hydrohalitu a ledu. Je sezónním minerálem.

## Vlastnosti
- Fyzikální vlastnosti: Tvrdost 1,5–2, hustota cca 1,6 (při -11 °C). Má nedokonalou štěpnost
- Optické vlastnosti: Je bezbarvý až bílý, v jediném případě byly nalezeny růžové krystaly, lesk má skelný, je průhledný.

## Naleziště
Znám hlavně z oblastí s nízkými teplotami, např.
- Antarktida (jezero Bonney - Taylorovo údolí, Viktoriina země; jezero Don Juan – Wrightovo údolí, Viktoriina země).
- Rusko – Kempendajskij solný ključ (Jakutská republika) v zimě hydrohalit pokrývá dno a břehy nehlubokých jezer. Při silných mrazech v místě pánve vznikl solný peň o výšce do 4 m a 200 m v obvodu. Razval (jezero, Oremburská oblast) stálý, tvoří krusty při dně jezera (v r. 1949 dosáhla mocnosti 4,5 m), neboť i v letních měsících se v jezeře udržuje teplota od 0 °C do -8 °C v hloubce od 4,5 m až ke dnu (17,5 m).